# Шпайдель, Ханс
Ханс Шпайдель (нем. Hans Speidel; 28 октября 1897, Метцинген — 28 ноября 1984, Бад-Хоннеф) — немецкий военачальник, генерал-лейтенант (с 1 января 1944 года).

## Биография
Поступил в германскую армию в 1914 году, участвовал в битве на Сомме. К началу Французской кампании 1940 года дослужился до звания подполковника и был назначен начальником штаба оккупационных войск во Франции. В 1942 году был направлен на Восточный фронт, в 1943 году был назначен начальником штаба группы армий «Юг».
15 апреля 1944 года Шпайдель был вызван во Францию генералом Эрвином Роммелем, с которым они служили вместе, и получил назначение на пост начальника штаба группы армий «B». После ранения Роммеля продолжал служить под началом генерала фон Клюге.
Вместе со своим другом Карлом Генрихом фон Штюльпнагелем Шпайдель был связан с антигитлеровским заговором 1944 года. Тем не менее, несмотря на серьёзные подозрения, он не был осуждён по этому делу. Офицерский суд чести с участием Герда фон Рундштедта, Хайнца Гудериана и Вильгельма Кейтеля отказался исключить Шпайделя из вермахта, в результате чего он не попал под юрисдикцию Народного суда Роланда Фрайслера. Тем не менее, он был арестован гестапо, провёл в заключении 7 месяцев, допрашивался лично главой РСХА Эрнстом Кальтенбруннером, но ни в чём не сознался и никого не выдал. 29 апреля 1945 года Шпайдель был освобождён войсками западных союзников.
После Второй мировой войны Шпайдель преподавал новейшую историю в Тюбингенском университете, написал книгу о военной кампании 1944 года (нем. Invasion 1944. Ein Beitrag zu Rommels und des Reiches Schicksal). Затем он был привлечён к формированию бундесвера, 22 ноября 1955 года был назначен начальником управления вооружённых сил министерства обороны ФРГ, в 1957 году получил генеральский чин. C 1 апреля 1957 по сентябрь 1963 года занимал должность командующего объединёнными сухопутными войсками НАТО в Центральной Европе со штаб-квартирой в Фонтенбло. Его назначение вызвало протесты ряда общественных деятелей, в том числе генерального секретаря Всемирной федерации профсоюзов Луи Сайяна. Также непримиримым противником Шпайделя был президент Франции Ш. де Голль, всячески добивавшийся ухода генерала (получившего это звание 14 июня 1957 года) с поста командующего. В марте 1964 года ушёл в отставку и в октябре того же года избран президентом Немецкого института международных отношений и безопасности (Мюнхен). 
Входил в состав подпольной секретной армии Шнеца. 
В 1960 году подал в суд на группу режиссёров из ГДР, чья книга «Операция „Тевтонский меч“» вышла в СССР в 1960 году. Авторы обвиняли Шпайделя в многочисленных преступлениях на территории СССР во время Великой Отечественной войны, подготовке покушения на министра иностранных дел Франции Барту и короля Александра в 1934 году, а также в смерти Эрвина Роммеля.